# Nicolò Majer
Nicolò Majer (* 1855 in Venedig; † 8. Januar 1912 ebenda) war einer der bedeutendsten italienischen Münzhändler seiner Zeit.

## Leben
Nicolò Majer betrieb zunächst von 1893 bis 1906 eine Münzhandlung mit Giuseppe Morchio (Casa G. Morchio & N. Majer), ab 1907 unter eigenem Namen (Studio Numismatico Nicolò Majer, S. Lio 5785). Er publizierte zahlreiche Verkaufskataloge, die noch Jahrzehnte später als berühmt („notissimi“) galten, und verkaufte an Münzkabinette und Sammler auf der ganzen Welt. Morchio & Majer stellte eines der vier wichtigsten Münzhandelsunternehmen ganz Italiens dar neben Rodolfo Ratto/Lugano, Cagiati/Neapel und P. & P. Santamaria/Rom. Mit Memmo Cagiati setzte am 7. Dezember 1909 wegen bevorstehender Käufe eine langjährige Korrespondenz ein.
Seine Tochter war die Numismatikerin Giovannina Majer (1885–1966). Sie führte das Münzhandelsunternehmen weiter, das schon unter ihrem Vater und während der gesamten ersten Hälfte des 19. Jahrhunderts das wichtigste Unternehmen dieser Art in Venedig darstellte.

## Kataloge
- Catalogo di monete antichi e moderne in vendita a prezzi segnati della casa G. Morchio & N. Majer. 50 Bände 1893–1906
- Catalogo di Monete Antiche e Moderne in vendita a prezzi segnati. 42 Bände, 1907–1919.